# Forte de Santa Maria da Arrábida
O Forte de Santa Maria da Arrábida, também referido como Forte de Nossa Senhora da Arrábida, Forte da Arrábida e Forte do Portinho da Arrábida, está situado no sopé da encosta sul da Serra da Arrábida, em posição dominante a sudoeste do Portinho da Arrábida, na costa norte para oeste da foz do rio Sado, no Município e no Distrito de Setúbal, em Portugal.
Complementa o conjunto de fortificações setecentistas que, erguidos no contexto da guerra de Restauração da independência de Portugal, se estendiam pelo litoral desde Setúbal até ao Forte de São Domingos da Baralha, perto do cabo Espichel.
Nele está atualmente instalado o Museu Oceanográfico.
O Forte de Santa Maria da Arrábida está classificado como Imóvel de Interesse Público desde 1977.

## A devoção a Nossa Senhora da Arrábida
O local assumiu dimensões religiosas a partir de 1250, quando, de acordo com a tradição, Hildebrando, um mercador das ilhas britânicas, ergueu uma pequena ermida devotada a Nossa Senhora, em acção de graças pelo milagre que ali o salvou de um naufrágio.
Na primeira metade do século XVI, entre 1539 e 1542, D. João de Lencastre (1501-1571), 1.º Duque de Aveiro, fez erguer o primitivo convento, doado ao franciscano espanhol Frei Martinho de Santa Maria, que ali desejava viver como eremita. Os trabalhos de edificação prosseguiram entre a segunda metade do século XVI e a primeira metade do século XVII, pela devoção do 2º e do 3º duques de Aveiro, aos quais se devem a hospedaria e as estações dos Passos da Paixão, e da da nora do 3º Duque. Em meados do século XVII, o 4º Duque de Aveiro promoveu a construção da capela do Bom Jesus.
No século XIX, com a extinção das ordens religiosas em Portugal, as instalações do Convento foram abandonadas pelos frades franciscanos (1834), sendo adquiridas pelos duques de Palmela (1863). Ao final do século XX, foram adquiridas pela Fundação Oriente (1990), que as requalificou como espaço cultural.

## A fortificação

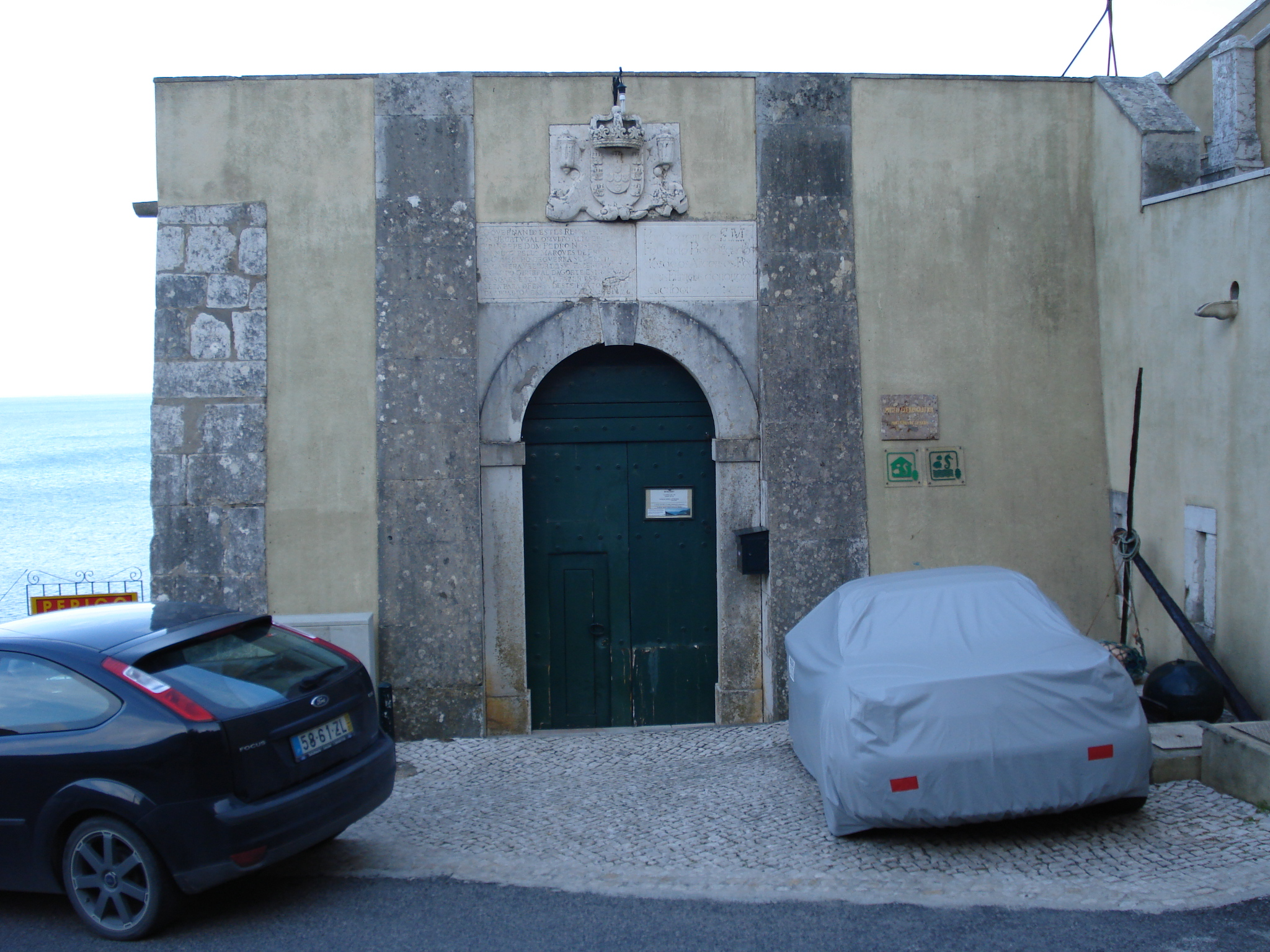
Forte de Santa Maria da Arrábida, Portugal: portão de armas.

Encerrando a completa remodelação da estratégia defensiva do reino implementada a partir do reinado de D. João IV (1640-1656), compreendida na defesa da barra de Setúbal, esta fortificação marítima foi iniciada somente entre 1670 e 1676, sob o reinado de D. Pedro II (1667-1706), com a função de defesa do chamado portinho e o Convento da Arrábida, destino de peregrinação. As suas obras foram inteiramente refeitas sob o de D. João V (1706-1750), para serem dadas como concluídas em 1749, conforme inscrição epigráfica em lápide sobre o Portão de Armas:
"Governando estes reinos e senhorios de Portugal o muito alto e poderoso príncipe D. Pedro, Nosso Senhor, pelo Marquês de Fronteira, do Conselho de Guerra, seu Gentil-Homem da Câmara, vedor da sua Fazenda, Mestre de Campo General da Corte, Estremadura, Cascaes e Setúbal, [mandou] fazer esta fortaleza para defender este porto e [barra] da Arrábida e seus mares no ano de 1676. Por ordem de S. M. foi tudo reedificado desde os alicerces, feitas as estradas de novo e se acabou em MDCCXLIX."
Reconstruído ao final do século XVIII (1798), esteve em operação até ao reinado de D. Luís (1861-1889), quando, diante da perda da sua função defensiva em virtude da evolução dos meios bélicos e do abandono das instalações do Convento, foi desativado.
No início do século XX foi arrendado a um particular. A partir de 1932 foi adaptado às funções de pousada pelos pais de Sebastião da Gama, as quais exerceu até 1976.
A partir de 1978, o imóvel passou integrar o Parque Natural da Arrábida, passando a ser considerado Imóvel de Interesse Público. Desde então, foram efectuadas extensas obras de consolidação e restauro, adaptando-se o monumento à função de Museu Oceanográfico (1991), que mantém, no local, um centro de biologia marinha. Uma pequena loja comercializa itens relacionados à área protegida do parque e oferece café aos visitantes.

## Características

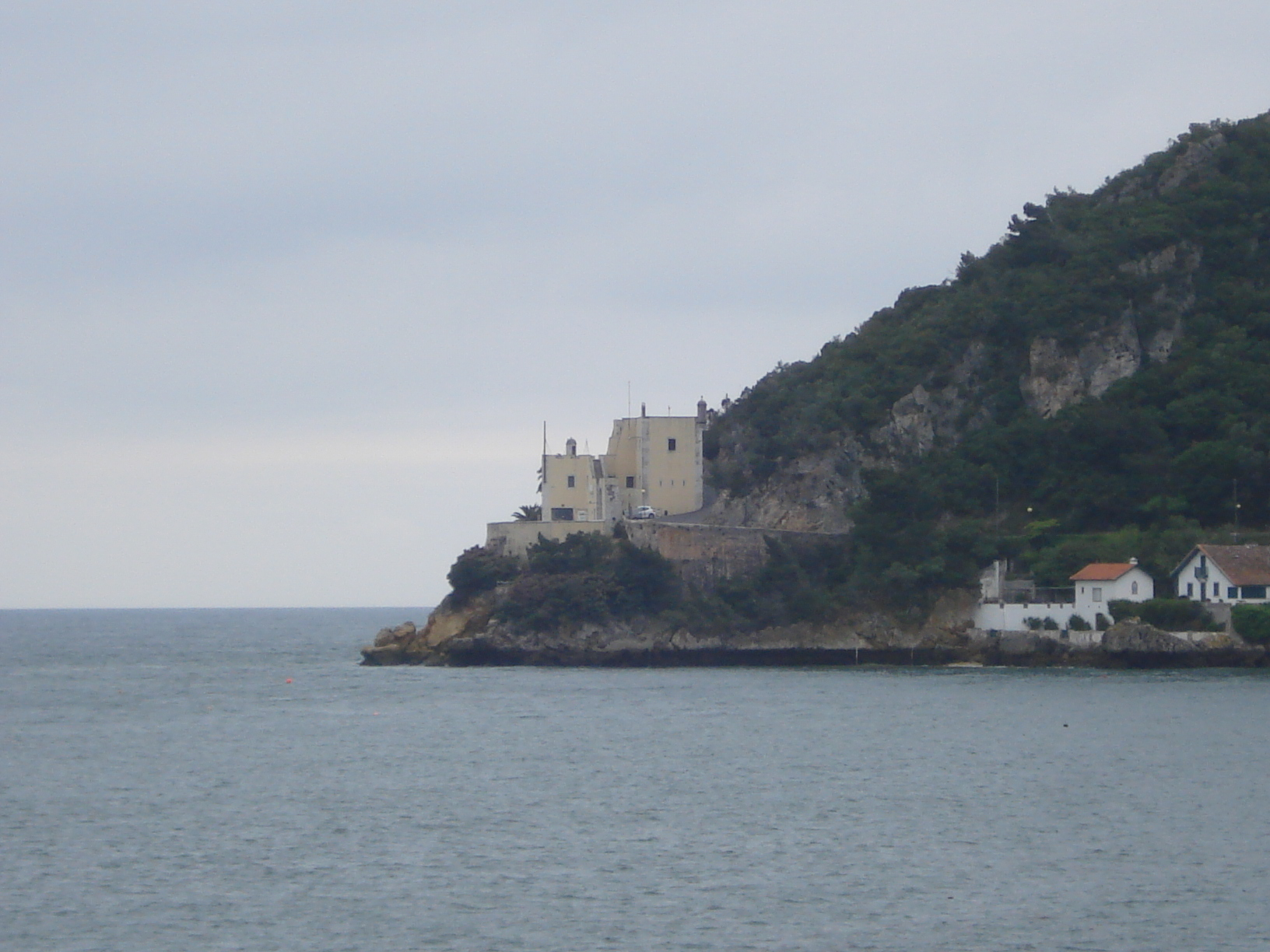
Forte visto da praia do portinho da Arrábida.

Pequeno forte marítimo, apresenta planta poligonal orgânica, com bateria terraplenada hexagonal e quatro parapeitos pelo lado do mar. As dependências de serviço encontram-se atualmente requalificadas como salas de exposição, de aquários e de vídeo.
Em sua capela pode se observar uma expressiva imagem de Nossa Senhora, em pedra de lioz, de feição seiscentista.